# Caletones

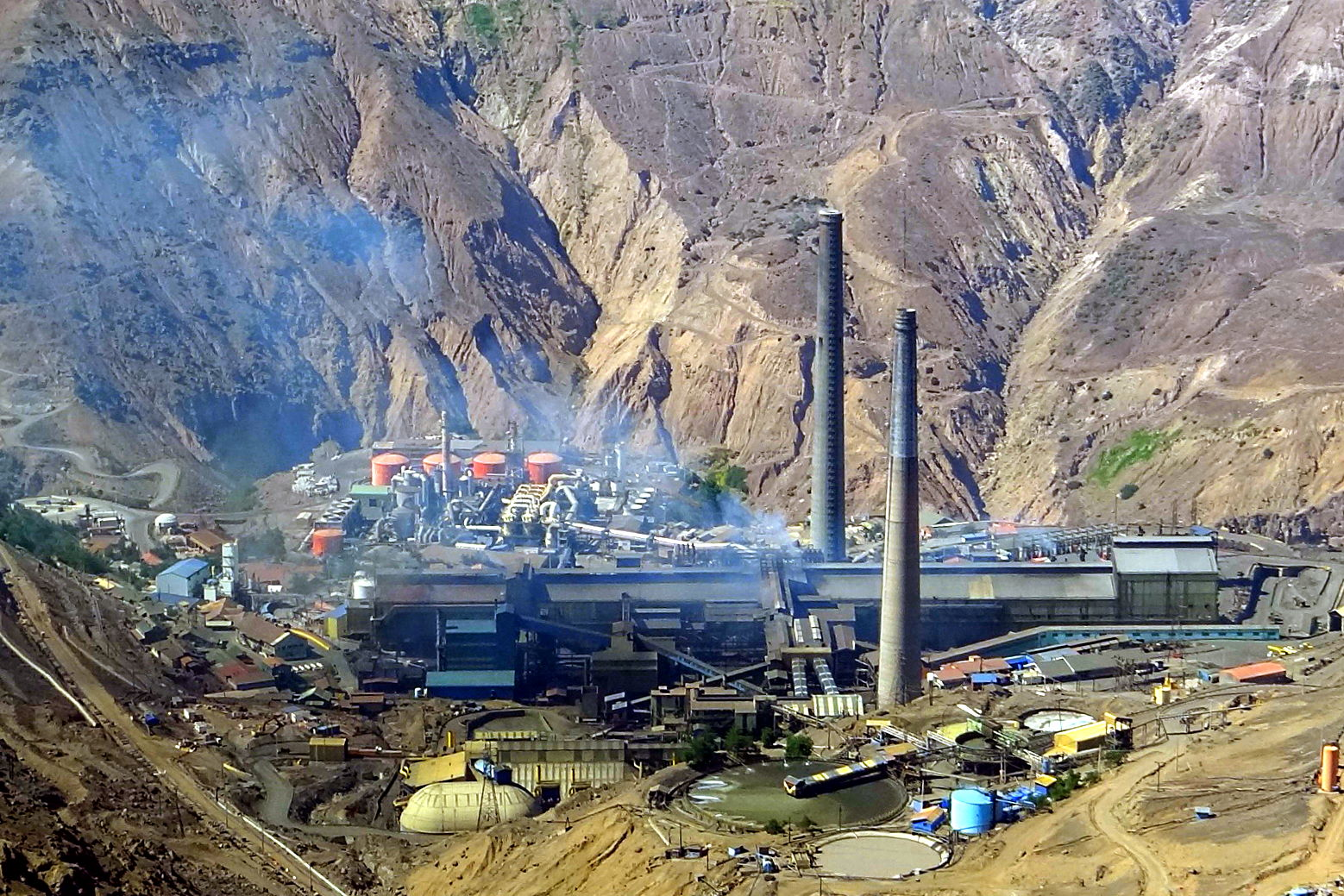
Fundición Caletones

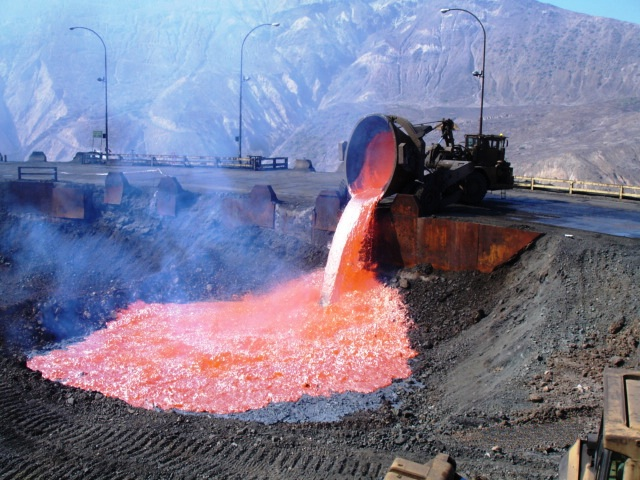
Fundición Caletones.

Caletones era un asentamiento minero chileno, ubicado en la precordillera de la región de O'Higgins, a cerca de 45 km al este de Rancagua, y a 7 km al suroeste de Sewell, en la comuna de Machalí. Actualmente alberga a una fundición de la división El Teniente de la compañía minera estatal, Codelco.
Emplazada aproximadamente a 1.500 m s. n. m. en una explanada en la Cordillera de los Andes, en una zona con profundos valles y quebradas abruptas originadas por el río Coya, la fundición Caletones con el campamento homónimo llegó a albergar hasta 3.000 habitantes en los años 1950. El campamento contó con los servicios necesarios de comercio, educación, salud y entretenciones, y su Grupo Scout el cual existe actualmente con sede en la ciudad de Rancagua con el nombre Grupo Guía Scout N.º 3 Caletones. Su población vivió en los sectores del campamento alto y el campamento bajo, además de la llamada "Población Americana".

## Historia

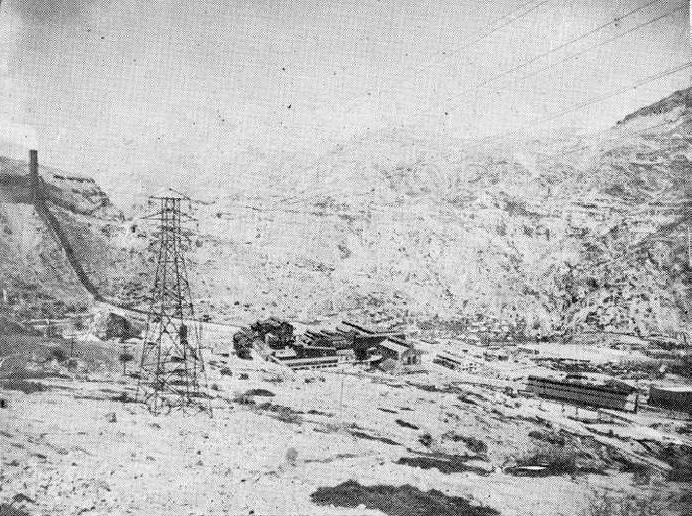
Caletones en 1942.

El sitio escogido para edificarla está próximo a una profunda quebrada, y antiguamente "caletón" aludía a una defensa a la orilla del río; por lo que la existencia de varias defensas equivalía a varios "caletones". Comenzó su construcción en 1917, como obra del ingeniero noruego Cappelen Smith. Fue inaugurada en 1922, manteniéndose en operaciones hasta hoy. Sin embargo, con el tiempo, tanto la planta como su campamento experimentaron cambios significativos. Como núcleo del proceso fundidor, ella comenzó formada por varios edificios que albergaban hornos reverberos y convertidores con sus respectivas áreas de mantención, produciendo cobre blíster y cobre refinado a fuego. También existía un tranvía pequeño, correas transportadoras, romanas para pesaje y la plataforma del cobre. Su símbolo más característico era una chimenea de 76 metros de altura que evacuaba los gases de la fundición, erguida en lo alto de una cumbre, que ya no existe. Fue reemplazada por dos modernas chimeneas y se introdujeron nuevos hornos como el convertidor modificado Teniente. 
En 1992, la División El Teniente de Codelco Chile, instaló una red de monitoreo de la calidad del aire con cinco estaciones ubicadas en Sewell, Colón, Caletones, Coya y Machalí. La información obtenida a través de éstas y los resultados entregados por la aplicación del modelo matemático de dispersión de contaminantes llevó, en 1994, a la declaración de zona saturada de la zona circundante a la Fundición de Caletones debido a la superación de las normas primarias de calidad de aire para anhídrido sulfuroso y para material particulado respirable y de la norma secundaria de calidad de aire para anhídrido sulfuroso. Debido a la necesidad de captación y manejo de gases metalúrgicos, se implementó un sistema de manejo de gases, basado en el tiraje natural y constituido por campanas, ductos y chimeneas.

## Nacidos en Caletones
- Pedro Pavlovic, periodista.
- Santiago Pavlovic, periodista.
- Eduardo Soto, político.